# Високово (Вачський район)
Високово (рос. Высоково) — присілок в Вачському районі Нижньогородської області Російської Федерації.
Населення становить 39 осіб. Входить до складу муніципального утворення Чулковська сільрада.

## Історія
Від 2009 року входить до складу муніципального утворення Чулковська сільрада.

## Населення
| 1859 | 1905 | 1926 | 1999 | 2002 | 2010 |
| ---- | ---- | ---- | ---- | ---- | ---- |
| 557  | ↗575 | ↘490 | ↘74  | ↘52  | ↘39  |